# (5104) Skripnichenko
(5104) Skripnichenko es un asteroide perteneciente al cinturón de asteroides, descubierto el 7 de septiembre de 1986 por la astrónoma soviética Liudmila Chernyj desde el Observatorio Astrofísico de Crimea (República de Crimea), Rusia).

## Designación y nombre
Designado provisionalmente como 1986 RU5. Fue nombrado Skripnichenko en honor al director del Instituto de Astronomía Teórica Vladímir Ilich Skripnichenko.